# Френк Калверт
Френк Калверт (1828—1908) — англійський емігрант, консульський чиновник у східному Середземномор'ї та археолог-аматор. Він розпочав пошукові розкопки біля пагорба Гісарлік (місце стародавнього міста Троя) за сім років до прибуття туди Генріха Шлімана .

## Біографія
Френк був наймолодшим із семи дітей у родині Джеймса Калверта (1778–1852) з Мальти та Луїзи Енн Ландер (1792–1867). Калверт зростав на Мальті, де на той час розташовувалася британська військово-морська база. Він перебував у тіні своїх старших братів і сестер, в основному докладав зусиль до кар'єри своїх старших, більш успішних братів. Він залишався неодруженим. Усе своє життя він зберігав стійку пристрасть до гомерівських епосів і тверду віру в те, що міфи - це історія, а не вигадка.
Уже в 1822 році, Гісарлик був ідентифікований Чарльзом Маклареном, як можливе місце знаходження гомерівської Трої.  У 1847 році брат Френка Фрідріх придбав ферму площею понад 2000 акрів (8 км²) в Акджа Кой, до території якої належала й частина пагорба Гісарлик. Ця покупка відіграла вирішальну роль.
Френк не припиняв сприяти кар'єрі своїх братів. У 1855 р., поки Фрідріх займався справами, пов'язаними з Кримською війною, Френк вів значну частину офіційного консульського листування французькою та англійською мовами. Іноді в 1856 і 1858 роках Френк виступав замість Фредеріка у ролі виконуючого обов'язки британського консула. Заміняючи певний час свого старшого брата Джеймса, Френк врешті-решт повністю замінив його на посаді консульського агента Сполучених Штатів у 1874 році, щоправда, на неоплачуваній основі. Цю посаду він обіймав до кінця життя. Окрім того, він іноді ніс службу в місцевих змішаних трибуналах (європейських і турецьких), використовуючи час від часу титул виконуючого обов'язки британського консула.
Окрім виконання своїх консульських обов'язків, Калверт проводив ретельні пошукові розкопки на родинній землі, у тому числі на пагорбі Гісарлик. Він був переконаний, що на цьому місці розташовувалося древнє місто Троя, але в 1908 році помер і ніколи офіційно так і не був пов'язаний з відкриттям Трої. За іронією долі нащадки братів Калвертів тепер висунули претензії стосовно скарбу, знайденого на пагорбі Гісарлик. 
У галузі археології Калверт перебуває у тіні свого колеги Гайнріха Шлімана, якого, до слова, пізніше звинуватили у маніпуляціях і використанні доробку Калверта. Шліман мав у розпорядженні значно більший бюджет, ніж Калверт, який відкривав йому, відповідно, більші можливості. Крім того, Калверт соромився свого недостатнього рівня освіти, позаяк був самоуком. З раннього віку він відвідував стародавні міста, вчився розуміти різні культури й намагався дізнаватися, як вони жили. У підлітковому віці відвідав такі місця, як Корфу, Афіни, Єгипет, Брундізій та інші, але здебільшого таки залишався в Троаді - регіоні Малої Азії, який, як тоді вважали, перебував під владою троянців.
На той час, коли Шліман розпочинав розкопки в Туреччині, місцевість, яку традиційно пов'язували з Троєю, знаходилась у Пінарбаші, вершинному пагорбі на південному кінці Троянської рівнини.  Шліман здійснив кілька спроб археологічної розвідки у Пінарбаші, але був розчарований знахідками.  Шліман не знав, де шукати Трою, і збирався взагалі відмовитись від свого задуму. Лише коли Калверт запропонував розкопати пагорб Гіссарлик, Шліман пішов на все, щоб втілити цей задум у дійсність. Калверт вже здійснював певерхневі розкопки пагорбу, але так і не дійшов до шарів бронзового віку; і все ж, він твердо вірив, що Троя схована десь у пагорбі. 
Шліман та Калверт знайшли не лише можливе місце розташування Трої, але й тисячі артефактів, серед яких діадеми з тканого золота, перстені, браслети, сережки з інкрустаціями та різне намисто, ґудзики, пояси та брошки, а також антропоморфні фігури, чаші та посудини для ароматних масел.  
У 1996 році американські та британські спадкоємці Калверта домагалися права власності на частину скарбу, знайденого Шліманом на території маєтку Калвертів (позаяк Калверту належала лише половина пагорбу). 

## ЗМІ
Внесок Калверта до пошуків Трої згаданий у телесеріалі ВВС 1985 року " У пошуках троянської війни", написаному та знятому Майклом Вудом .

## Додаткова література
- Сьюзен Хок Аллен, " Пошук мурів Трої": Френк Калверт і Генріх Шліман на пагорбі Гісарлик, Університет Каліфорнії, 1999 (Susan Heuck Allen, Finding the Walls of Troy: Frank Calvert and Heinrich Schliemann at Hisarlik, University of California Press, 1999)

## Зовнішні посилання
- Радники Калверти The Consular Calverts